# Комо (Іллінойс)
Комо (англ. Como) — переписна місцевість (CDP) в США, в окрузі Вайтсайд штату Іллінойс. Населення — 528 осіб (2020).

## Географія
Комо розташоване за координатами 41°45′59″ пн. ш. 89°45′55″ зх. д. / 41.76639° пн. ш. 89.76528° зх. д. (41.766462, -89.765344).  За даними Бюро перепису населення США в 2010 році переписна місцевість мала площу 2,99 км², з яких 2,77 км² — суходіл та 0,23 км² — водойми.

## Демографія
Згідно з переписом 2010 року, у переписній місцевості мешкало 567 осіб у 228 домогосподарствах у складі 176 родин. Густота населення становила 189 осіб/км².  Було 237 помешкань (79/км²).
Расовий склад населення:
| - 97,7 % — білих - 0,5 % — чорних або афроамериканців - 0,4 % — азіатів - 0,2 % — корінних американців |

До двох чи більше рас належало 0,4 %. Частка іспаномовних становила 7,4 % від усіх жителів.
За віковим діапазоном населення розподілялося таким чином: 20,8 % — особи молодші 18 років, 60,9 % — особи у віці 18—64 років, 18,3 % — особи у віці 65 років та старші. Медіана віку мешканця становила 47,7 року. На 100 осіб жіночої статі у переписній місцевості припадало 98,9 чоловіків;  на 100 жінок у віці від 18 років та старших — 102,3 чоловіків також старших 18 років.
Середній дохід на одне домашнє господарство  становив 76 922 долари США (медіана — 72 639), а середній дохід на одну сім'ю — 93 463 долари (медіана — 79 545). Медіана доходів становила 66 667 доларів для чоловіків та 35 263 долари для жінок. 
Цивільне працевлаштоване населення становило 199 осіб. Основні галузі зайнятості: освіта, охорона здоров'я та соціальна допомога — 18,1 %, транспорт — 15,1 %, роздрібна торгівля — 14,6 %.